# 阿赫特卡斯珀伦
阿赫特卡斯珀伦（荷蘭語：Achtkarspelen，荷蘭語發音：[ɑxtˈkɑrspələ(n)]），荷蘭弗里斯兰省的一个市镇，东部与格罗宁根省相邻，位處荷蘭北部。面积为103.99平方千米，2007年时人口为28,151人。